# Therea olegrandjeani
Therea olegrandjeani is een soort kakkerlak die voorkomt in India. De soort is beschreven op basis van een exemplaar dat is verzameld in Gooty en de soort is bekend uit de regio's Telangana en Andhra Pradesh. Hij heeft opvallende markeringen op zijn schilden. Hij is populair bij mensen die insecten als huisdieren houden over de gehele wereld.